# غراهام ويتل
غراهام ويتل (بالإنجليزية: Graham Whittle)‏ هو لاعب كرة قدم بريطاني في مركز الهجوم، ولد في 30 مايو 1953 في ليفربول في المملكة المتحدة. لعب مع نادي بانغور سيتي ونادي ريكسهام.